# Un giorno alla fine di ottobre
Un giorno alla fine di ottobre è un film del 1977 diretto da Paolo Spinola. Si tratta dell'ultimo film diretto dal regista.